# هندی (صورت فلکی)
هندی(به انگلیسی: Indus) یکی از صور فلکی جنوبی آسمان است که به معنی بومیان آمریکایی است که به آنها هندی گفته می‌شد. پرنورترین ستاره‌اش ستاره آلفا هندی  با قدر ظاهری ۳.۱۱ است و نزدیکترین ستاره آن به زمین اپسیلون هندی با فاصله ۱۱.۸۷ سال نوری می‌باشد. 

## تاریخچه
این صورت فلکی توسط پیتر دریکسزون کیسر (به انگلیسی: Pieter Dirkszoon Keyser) و فردریک د هاتمن(به انگلیسی: Frederick de Houtman) در بین سالهای ۱۵۹۵ تا ۱۵۹۷ ساخته شد.